# NHK
Nippon Hōsō Kyōkai (日本放送協会 Nippon Hōsō Kyōkai?, en español Corporación Radiodifusora de Japón), más conocida por las siglas NHK, es la empresa de radiodifusión pública de Japón.
Fundada en 1926, la empresa opera dos cadenas de televisión terrestre (NHK-G y NHK-E), tres televisiones por satélite (NHK BS, NHK BS Premium 4K y NHK BS8K), tres cadenas de radio (NHK Radio 1, NHK Radio 2, y NHK FM) y un portal web. Además gestiona un amplio servicio internacional bajo la marca NHK World, que está compuesto por el canal informativo NHK World TV, el canal de televisión NHK World Premium, y el servicio de radio de onda corta NHK World Radio Japón. Con más de 10 000 empleados en su plantilla, NHK es la mayor radiodifusora pública en Asia y la segunda más grande del mundo, solo superada por la BBC. Sus actividades se financian a través de un impuesto específico.
NHK es miembro activo de la Unión Asia-Pacífica de Radiodifusión (ABU) y miembro asociado de la Unión Europea de Radiodifusión.

## Historia

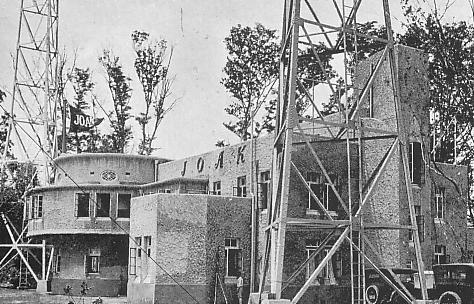
Sede de la Estación Radiodifusora de Tokio, fundada en 1924.

El origen de NHK se remonta a la primera emisora japonesa de radio, la «Estación Radiodifusora de Tokio» (Tokyo Broadcasting Station, 東京放送局), fundada en 1924 bajo la dirección de Gotō Shinpei. Sus emisiones comenzaron el 22 de marzo de 1925, a las 9:30 de la mañana. Ese mismo año se crearon otras radios en Osaka y Nagoya.
El 6 de agosto de 1926, la gestión de las tres emisoras quedó en manos de una empresa estatal, la actual NHK, de la que Shinpei fue el primer presidente. NHK seguía el modelo público de la BBC británica
El servicio se expandió con rapidez: en 1928 se hizo la primera transmisión nacional de radio, en 1931 se puso en marcha una segunda cadena, y en 1935 comenzaron las transmisiones del servicio internacional en onda corta (actual NHK World Radio Japón), dirigido a los habitantes de origen nipón en Hawái y la costa oeste de Estados Unidos.
En noviembre de 1941 el Ejército Imperial nacionalizó todas las agencias de noticias públicas para controlar su mensaje en los medios de comunicación. Durante toda la Segunda Guerra Mundial, NHK se convirtió en un órgano de propaganda y se mantuvo así hasta la rendición japonesa, en la que también jugó un papel clave al emitir el histórico discurso del emperador Hirohito («Gyokuon-hōsō») el 15 de agosto de 1945.
Después de la guerra, en septiembre de 1945, la ocupación aliada bajo supervisión del general Douglas MacArthur implementó numerosos cambios: el servicio internacional quedó suspendido hasta 1952, algunas instalaciones y frecuencias de NHK quedaron en manos del ejército estadounidense (American Forces Network), y la nueva programación de NHK estaba encaminada a promover la democratización del estado. Un locutor de radio estadounidense de origen japonés, Frank Shozo Baba, se unió a la NHK durante este tiempo para dirigir esta renovación.
En 1950 se aprobó la Ley de Radiodifusión («Hōsō Hō») que convertía a NHK en una empresa pública financiada por los contribuyentes, e independiente tanto del poder político como del económico. Del mismo modo se rompió su monopolio para favorecer la aparición de competencia privada y garantizar la libertad de prensa.

El 1 de febrero de 1953 tuvo lugar la emisión inaugural de JOAK-TV (actual NHK-G), la primera cadena de televisión del país. El desarrollo del nuevo medio fue exitoso: el 10 de enero de 1959 se amplió la oferta con un segundo canal educativo (NHK-E) y en 1960 hubo pruebas de televisión en color. El 1 de marzo de 1969 se creó la emisora en frecuencia modulada NHK-FM.

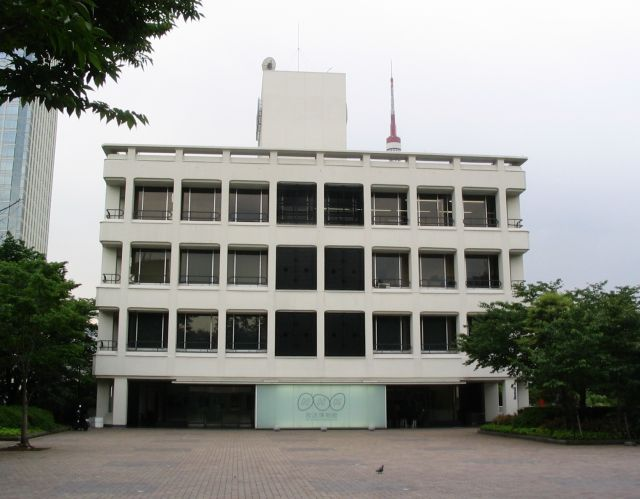
El Museo de la NHK, situado en Minato (Tokio), albergó las primeras transmisiones de la radio japonesa.

Uno de los acontecimientos más importantes en la historia de NHK fueron los Juegos Olímpicos de Tokio 1964, los primeros retransmitidos por televisión a nivel mundial. El comité organizador impulsó la construcción de un centro internacional de prensa en Shibuya, que nueve años después fue ampliado y reconvertido en la sede oficial de la empresa.
NHK comenzó la radiodifusión por satélite en 1984 con el canal NHK BS1. El 3 de abril de 1995 puso en marcha un nuevo canal internacional de televisión a América del Norte y Europa, sobre el cual se crearía la señal internacional NHK World TV en 1998. El servicio internacional ha sido reformado en 2006, dentro de la marca NHK World.
Respecto a la televisión digital terrestre, NHK puso en marcha BS Digital en diciembre de 2000, seguido de las emisiones en tres grandes áreas metropolitanas en 2003. Su cobertura de la televisión digital se expandió gradualmente hasta cubrir todo Japón en julio de 2011, fecha del apagón analógico (excepto en determinadas zonas afectadas por el terremoto y tsunami de la costa del Pacífico).
Cómo parte de un plan de reestructuración, NHK ha previsto la eliminación del canal satelital BS Premium el 1 de diciembre de 2023. La programación de BS Premium se trasladará a BS1 y este último será renombrado «NHK BS». A su vez, el canal en 4K pasará a llamarse «NHK BSP4K». Además, se ha previsto el cierre de NHK Radio 2 para 2025.

## Organización

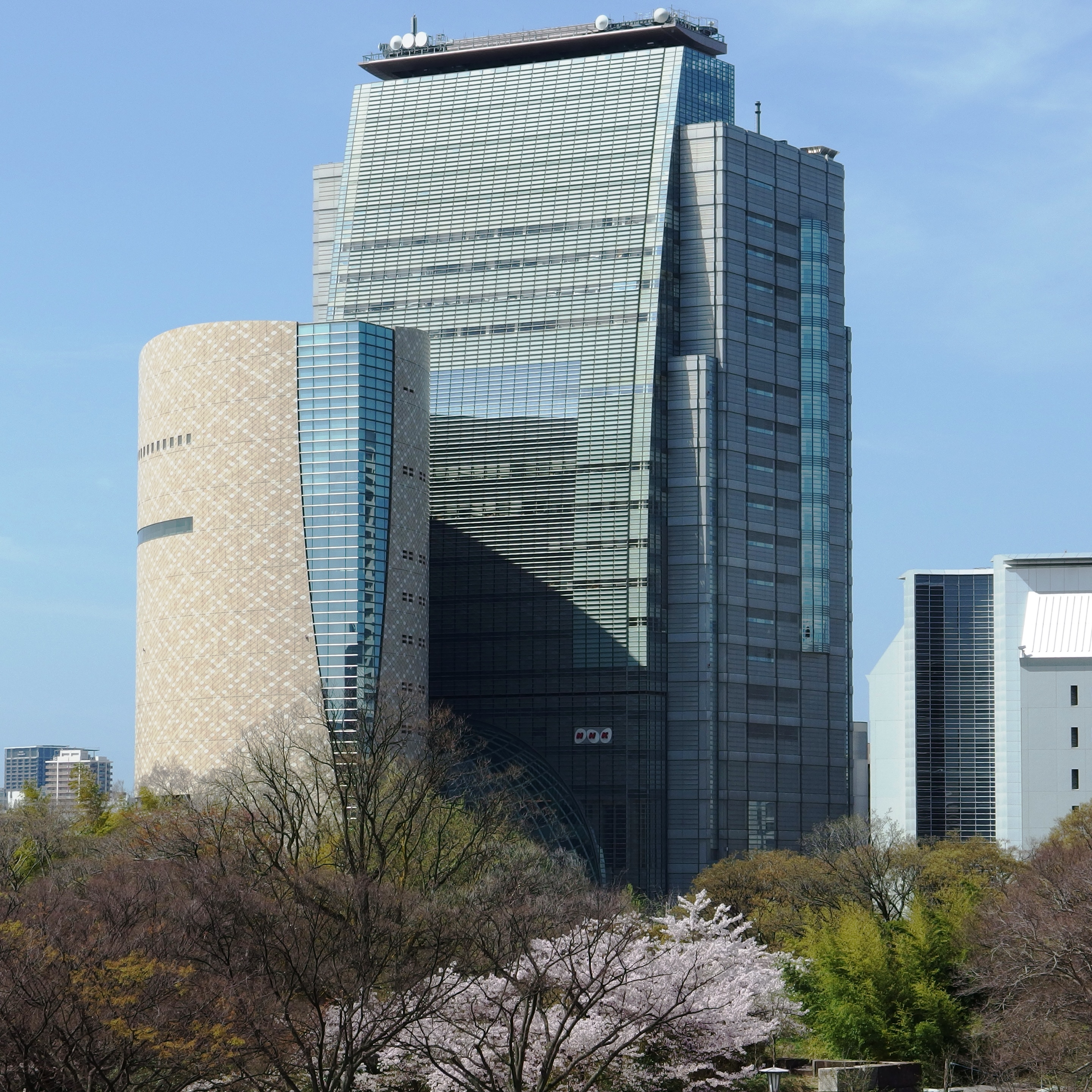
Sede de NHK en Osaka.

NHK es una empresa de radiodifusión pública, independiente del gobierno de Japón, que se financia a través de un impuesto directo. Funciona bajo la Ley de Radiodifusión de Japón aprobada en 1950, en la que se fijan los derechos y deberes a cumplir. La sede central está situada en Tokio, dispone de 53 centros en todo el país y 30 a nivel internacional. La plantilla total está formada por más de 10 000 empleados.
Existen tres órganos que supervisan el trabajo de la NHK. El más importante es el Consejo Directivo, formado por 12 miembros propuestos por la Dieta de Japón y elegidos por el primer ministro. Este órgano se encarga de velar por el cumplimiento de la Ley Audiovisual, aprobar los presupuestos, la política de programación y el plan operativo. Por debajo se encuentra el Consejo Ejecutivo, cuyo presidente representa al grupo. El último es el Comité de Auditoría, independiente de los dos anteriores.
Para financiarse cobra un impuesto específico, similar al de otros estados europeos, que constituye el 97% del presupuesto total. La Ley de Radiodifusión obliga al pago a todos aquellos particulares que posean al menos un televisor capaz de recibir señal japonesa. Este pago puede hacerse de forma mensual, semestral o anual. El coste por año a través de transferencia bancaria es de 13 990 yenes (100 euros) para televisión digital terrestre y 24 770 yenes (177 euros) si incluye el satélite. Aunque existen inspectores, la ley no establece sanciones para aquellos que la incumplan. Se estima que el 73% de la población lo paga, con un porcentaje menor en las grandes ciudades. En contrapartida, NHK no puede emitir publicidad comercial. El presupuesto de NHK debe ser aprobado por la Dieta de Japón.

### Investigación, desarrollo e innovación
La Ley de Radiodifusión de 1950 recoge que NHK debe «llevar a cabo actividades de investigación» sobre la radiodifusión. Por esta razón fundó un departamento especializado en esta materia, el Laboratorio NHK de Investigación en Ciencia y Tecnología (NHK Science & Technology Research Laboratories, «STRL» por sus siglas en inglés), cuyo objetivo es que los investigadores japoneses lideren el desarrollo en nuevas tecnologías.
En televisión digital terrestre impulsaron el sistema ISDB-T, estándar en Japón, que han expandido con éxito a casi todos los países de Sudamérica, Filipinas y Botsuana. De cara a los Juegos Olímpicos de 2020 están desarrollando un nuevo formato de vídeo digital, la Ultra alta definición (Super Hi-Vision) que proporciona una imagen cuya resolución es 16 veces superior a la alta definición (1280×720) y hasta 75 veces superior al sistema PAL (720x576).
El sitio web de STRL dispone de boletines periódicos en inglés, donde se dan cuenta de los avances alcanzados, y de estudios sobre el futuro de los medios de comunicación.

## Servicios

### Nacionales

#### Radio
Mantiene tres emisoras de radio disponibles a nivel nacional.
- NHK Radio 1 (Dai Ichi Hōsō): Fundada el 12 de julio de 1925, ofrece una programación para todos los públicos, con especial atención a los informativos y a las retransmisiones en directo.
- NHK Radio 2 (Dai Ni Hōsō): Dedicada a espacios educativos y culturales. Emite desde el 6 de abril de 1931.
- NHK FM: Radio en frecuencia modulada especializada en música clásica, música pop nacional e internacional y boletines informativos. Empezó a emitir el 1 de marzo de 1969.

Todas ellas pueden sintonizarse también a través de internet, dentro del territorio nacional.

#### Televisión
Gestiona dos canales en señal abierta a través de la televisión digital terrestre. Dado que Japón tiene un sistema de red de televisión, programa desconexiones territoriales en cada uno de sus centros. No obstante, la marca NHK es común para todo el país.
- NHK General TV (NHK-G): Pionera de la televisión en Japón, empezó sus emisiones el 1 de febrero de 1953. Su oferta es generalista y de servicio público.
- NHK Educational TV (NHK-E): Canal educativo y cultural, pensado especialmente para la infancia. Emite desde el 10 de enero de 1959.

Todas ellas pueden sintonizarse también a través de internet, dentro del territorio nacional.
Además cuenta con un canal exclusivo en satélite, así como dos en ultra alta definición.
- NHK BS: Especializado en información, documentales internacionales, retransmisiones deportivas y programas culturales. Se fundó el 12 de mayo de 1984 e inició transmisiones el 1 de junio de 1989.
- NHK BS Premium 4K: Programación cultural y de entretenimiento en 4K, lanzado el 1 de diciembre de 2018 y renombrado el 1 de diciembre de 2023.
- NHK BS8K: Programación en 8K, lanzado el 1 de diciembre de 2018.

### Internacionales

Logotipo de NHK World-Japan.

NHK World-Japan es el servicio internacional de NHK que produce contenidos para radio, televisión e internet. Entre sus objetivos figuran:
- Transmitir información nacional e internacional al resto del mundo de forma precisa y rápida.
- Presentar todo lo relativo a Asia desde varios puntos de vista, usando todos los recursos de la red mundial de NHK.
- Ser fuente de referencia en acontecimientos de última hora y desastres naturales.
- Informar con gran fidelidad sobre muchos aspectos de la cultura y el estilo de vida de Japón.
- Favorecer el entendimiento mutuo entre Japón y otros países y promover el intercambio cultural.

#### Radio
El servicio internacional de radio se puso en marcha en 1935. Al finalizar la Segunda Guerra Mundial se suspendió pero fue restablecido en 1952.
- NHK World Radio Japón: Emisora de radio con boletines informativos en dieciocho idiomas, entre ellos el español.[14]

#### Televisión
El 1 de abril de 1998 comenzaron las emisiones de NHK World Television, disponible en varias plataformas de satélite y cable. El concepto actual se implementó entre 2006 y 2009: NHK World se convirtió en un canal informativo disponible en todo el mundo, mientras que el resto de programas pasaron a un canal de pago.
- NHK World TV: Canal de información continua en idioma inglés.
- NHK World Premium: Servicio para los japoneses que residen fuera del país. Emite un surtido de los mejores programas de NHK.

#### Internet
NHK World-Japan Online es el departamento encargado del portal web internacional, disponible en dieciocho idiomas (entre ellos el español). Ofrece noticias, podcasts, televisión a la carta y cursos básicos de japonés.
Tanto Radio Japón como NHK World TV pueden sintonizarse gratis a través de internet.

## Controversia
En el libro La política de radiodifusión en Japón: NHK y las noticias de televisión, Ellis S. Krauss afirma: «en los años 1960 y 1970, los críticos externos de noticias NHK se quejaban de la neutralidad estricta, la falta de crítica al gobierno, y la autorregulación de los eventos cubiertos». En su opinión, esta situación apenas ha variado en las siguientes décadas.
Después de la catástrofe nuclear de Fukushima en 2011, NHK fue criticada porque en los primeros informativos se había restado importancia a los peligros de la contaminación radiactiva.